# 오가덴 전쟁
오가덴 전쟁(Ogaden War), 또는 에티오피아-소말리아 전쟁이라고도 불리는 이 전쟁은 1977년 12월부터 1978년 3월까지 소말리아군의 에티오피아 침공으로 시작된 분쟁 지역인 오가덴에서의 소말리아의 군사 공격이었다. 소련은 이 침략을 인정하지 않고 소말리아에 대한 지원을 끊으며
에티오피아에 대한 지원을 하기 시작했다. 에티오피아는 피델 카스트로가 아프리카에서의 두 번째 승리를 위해 파견한 군인 1만 6000여명과 바실리 페트로프 장군이 이끄는 1500여명의 소련 고문들이 도착하는 등의 10억 달러 상당의 군수 물자를 공수하여 대패와 항구적 영토 손실에서 구제되었다. 에티오피아과 쿠바가 하라르, 디레 다와, 지지가 등의 지역에서 승기를 잡으면서 소말리아를 오가덴에서 조직적으로 몰아내기 시작하였다. 1978년 3월까지, 에티오피아와 쿠바는 오가덴의 거의 모든 지역을 점령하였고 패배한 소말리아는 이 지역에 대한 거의 모든 권리를 포기하게 되었다. 소말리아인들은 쿠바의 포병과 공중 공격에 의해 많은 피해를 입게 되었고 이때 초기 소말리아 국군의 3 분의 1이 사망하였으며, 소말리아 공군의 절반이 파괴되었다. 이 전쟁은 소말리아를 혼란스럽게 하고 군대의 사기를 저하시켰으며 사람들을 성나게 만들었다. 이런 악조건들이 충족되자 군대 내부에서 반란의 조짐이 보였고 결국 내전으로까지 번지고 말았다.

## 배경

### 영토 분할
제2차 세계대전 이후에 영국은 영국령 소말릴랜드와 이탈리아령 소말릴랜드를 분할 통치하였다. 1950년에 파리 평화 조약의 결과로, 유엔은 이탈리아령 소말릴랜드에 대한 신탁 통치를 허가했지만 소말리아 청년 동맹(SYL), HDMS와 소말리아 전국 연맹(SNL) 같은 초기의 소말리아 정치 단체들은 먼저 조건을 제안하고 면밀한 감독하에 소말리아를 10년 안에 독립시키라고 했다. 하지만 영국령 소말릴랜드는 1960년까지 영국의 보호국으로 남아있었다. 1948년, 제2차 세계대전 국가들의 압력과 소말리아에 대한 실망으로 영국은 1897년에 영국, 프랑스, 이탈리아와 맺은 조약에 의거하여 하우드 지역과 오가덴 지역을 에티오피아에 반환시켜 주었다. 적대적인 소말리아에 대해 도움을 받는 대가로 에티오피아 황제인 메넬리크 2세와 에티오피아의 영토 경계선을 합의하였었다. 그러나 이로 인하여 1952년에 영국이 반환했던 소말리아 땅을 다시 매입하려는 시도는 실패하고 말았다. 또한 영국은 새로 만들어진 소말리아 공화국에
가입하려 했던 이 지역 주민들의 의지를 보여주는 비공식적이지만 국민 투표에도 불구하고 영국은 거의 독점적으로 소말리아 북방 국경 지역인 NFD를 케냐 민족주의자들에게 넘겨줘 버리고 말았다. 그 와중에, 1950년의 소말리아 독립 이전에 1958년에 소말리아의 이웃 국가인 지부티(당시엔 프랑스령 소말리아였음)에서 소말리아로 편입될 것인지, 프랑스령으로 그대로 남아 있을 것인지를 결정하는 국민 투표가 개최되었다. 이번의 국민 투표는 프랑스와의 지속적인 유대적 관계를 유지할 것이라는 결론이 났는데 그 이유는 상당히 많은 수의 아파르족과 지부티에 거주하는 일부 유럽인들이 많은 찬성표를 던졌기 때문이라고 여겨지고 있다. 그러나 이번 국민 투표는 정직하게 진행된 투표가 아니었다. 프랑스는 국민 투표가 채 끝나기도 전에 그곳에 거주하는 수천 명의 소말리아인들을 강제 추방시켜 버리는 부정을 저질렀기에 이번 결과는 정직한 시민들의 뜻을 모두 반영한 결과가 되지 못했다. 그러나 국민 투표 중에서도 반대표를 던진 사람들은 마흐무드 하비 국무원 위원장이 제안한 대로 지부티가 소말리아에 편입되는 것을 강력히 원했던 사람들이 대부분 반대표를 행사했던 것이었다. 하지만 마흐무드 하비는 2년 후에 비행기 사고로 사망하고 말았다. 그렇게 지부티는 마침내 1977년에 프랑스로부터 독립을 쟁취하였고, 1958년에 국민 투표에서 반대표를 행사하였던 하산 굴레드 압티돈이 지부티의 초대 대통령이 되었다. (재임 기간 : 1977 ~ 1991). 영국령 소말릴랜드도 1960년 6월 26일에 이미 소말리아 주로 독립하였고, 5일 뒤에 이탈리아령 소말릴랜드가 그 뒤를 이어서 독립하였다. 그 이후에 1961년 7월 1일엔 영국령 소말릴랜드와 이탈리아령 소말릴랜드가 통합하여 소말리아 공화국을 수립하게 되었다. 압둘라히 이사를 비롯한 신탁 통치와 보호국 정부의 구성원들이 소말리아의 정부를 구성하였고, 대표적인 인물로는 하지 바시르 이스마일 유수프 소말리아 국회의장과 아덴 압둘라 오스만 다르 소말리아 공화국 대통령, 압디라시드 알리 셰르마르케 총리가 있다. 1961년 7월 20일 소말리아에선 국민 투표를 통하여 국민들은 작년에 처음 초안되었던 헌법을 비준하였다. 하지만 비극적이게도, 1969년 10월 15일에는 소말리아의 당시 대통령이었던 셰르마르케 대통령이 라스아노드를 방문하였다가 자신의 경호원 중의 한 명에게 암살을 당하는 일이 벌어지고 말았다. 그의 암살 사건은 그의 장례식이 끝난 이후 다음날인 1969년 10월 16일에 군사 쿠데타 사건으로 인하여 사건이 잊혀져 갔다. 이번 군사 쿠데타는 무력을 이용하지 않고 피를 흘리지 않으며 권력을 이어받았다. 당시의 쿠데타는 군대를 지휘하였던 모하메드 시아드 바레가 주도하였다.

### 최고 혁명 위원회
모하메드 시아드 바레와 함께 셰르마르케 대통령이 암살당한 이후에 권력을 장악한 최고혁명위원회(SRC)는 살라드 가베레 케디예 중령과 자마 코르셀 경찰서장이 주도한 단체였다. 살라드 가베레 케디예는 "혁명의 아버지"라는 칭호를 차지하게 되었고 얼마 지나지 않아서 모하메드 시아드 바레는 최고혁명위원회의 우두머리가 되었다. 이후에 최고혁명위원회는 국명을 소말리아 공화국에서 소말리아 민주공화국으로 바꾸고 의회와 대법원까지 해산시키고 헌법마저 정지시켜버렸다.
이 와중에 이집트는 소련의 자금 지원, 무기 지원등과 에티오피아를 불안정하게 만들어서 나일강의 유량을 확보하려는 정책을 실현시키기 위하여 수 백만 달러의 무기를 소말리아에 보내고 군사훈련을 제정하며 전문가를 파견시키는 등의 행동을 취하였다.

### 소말리아 육군 계획
모하메드 알리 사마타 장군의 지휘 아래에서 군의 고위 간부들은 1977년 에티오피아의 오가덴에서의 유세를 대비하여 작전을 수립하도록 의무화되었다. 이런 행동은 호른 지역의 소말리아인 거주 지역을 소말리아로 통합시키려는 정책의 일환이었다. 또한, 프룬제의 저명한 졸업생이었던 사만타르가 소말리아의 군사 작전을 감독하였다. 사실 사만타르는 오가덴 운동 당시에 소말리아 국군의 지휘관으로써 활약하기도 하였다. 그와 그의 최전방 전선에서 활약하던 군대들은 아르날도 오초아가 이끄는 1만 5천여명의 쿠바 군대와 소련으로부터 에티오피아 국군의 자문을 맡게 된 바실리 페트로프의 군대들과 전투를 벌이기도 했다. 당시의 오가덴 운동은 역시 호른 지역을 소말리아로 통합시키려는 광범위한 형태의 운동이기도 했다.

## 전쟁의 발발

### 침략 및 초기 전투 단계 (7~8월)

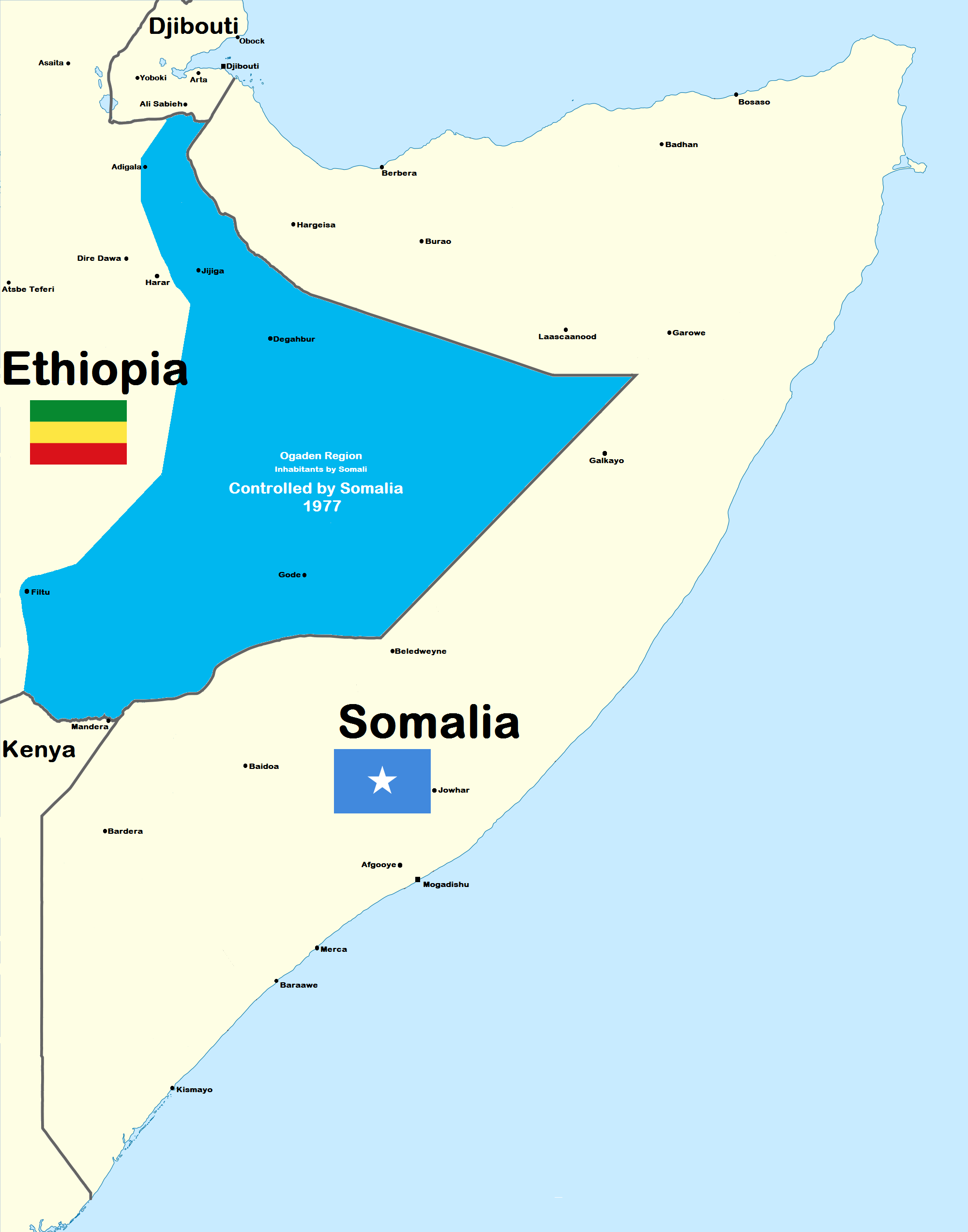
1977년에 소말리아에게 점령당한 에티오피아의 영토

에티오피아 국방부의 문서에 따르면 1977년 7월 12일에 소말리아 국군은 에티오피아의 오가덴을 침공할 것을 맹세하였다고 밝힌 바 있다. (7월 13일 또는 7월 23일이라는 주장도 있다). 또한, 에티오피아의 소식에 따르면 소말리아 군대는 병력은 총 7만여명, 전투기 40대, 전차는 250대였으며 APC는 350대이고 포병 병력은 총 600여명으로 사실상 소말리아 국군 거의 전체가 침공에 나선 것이었다. 7월 말까지 소말리아의 SNA-WSLS군이 오가덴의 60%를 점령하고 샤벨 강까지 점령한 상태였다. 이윽고 디레 다와와 지지가의 에티오피아 수비군은 공격 군대에 많은 사상자를 내었다. 에티오피아 공군도 소말리아의 전투기인 MIG-21기에 비하여 수적으로는 열세였음에도 불구하고 Northrop F-5 기를 이용하여 항공면에서 우위성을 얻기 시작하였다. 그러나 소말리아는 아직 에티오피아 군을 하드웨어와 기술력 면에서 손쉽게 제압하고 있는 상태였다. 소련군의 바실리 페트로프는 당시 에티오피아 군의 "유감스러운 상황"을 모스크바에 다시 보고하여야 했다. 소말리아 군의 공격을 받은 에티오피아의 3사단과 4사단은 거의 궤멸 상태에 놓기도 하는 등 전쟁 초기엔 에티오피아 군대가 불리한 상황에 놓여 있었다. 그때 구소련은 전쟁의 양쪽을 모두 자신들이 보급하고 있다는 것을 깨닫고 전쟁의 휴전을 통해 두 국가를 중재하려 했다. 그러나 구소련의 중재 노력이 실패로 돌아가자 구소련은 소말리아를 버리게 되었다. 이후 모하메드 시아드 바레 정권에 대한 모든 지원은 중단되었고, 오히려 에티오피아에 대한 무기 수송은 늘어나게 되었다. 소련의 군사 지원과 군사적 자문 위원들이 약 1만 5000여명의 쿠바 전투부대와 함께 에티오피아로 들어왔다. 물론 당시의 다른 공산주의 국가들인 예멘은 군사적인 지원을 해주었고 조선민주주의인민공화국은 군사 훈련을 도왔으며 동독 또한 군사적 지원과 군사적 훈련, 군사적 공학등을 제공하였다. 이때 소말리아는 다른 공산주의 국가들의 지원이 명확해지자 소련과의 관계를 끊고 소말리아 내의 소련 시민들을 추방하였다. 그러나 모든 공산주의 국가가 에티오피아의 편을 든 것은 아니었다. 중국은 소련과의 중-소 경쟁으로 인해 외교적으로나 상징적인 군사 지원을 통해 소말리아의 편에 서기도 했다. 또한 당시 니콜라에 차우셰스쿠의 아래에 있던 루마니아는 많이 소련의 정책과 단절했었고 소말리아의 시아드 바레 정권과 좋은 관계를 유지해오고 있었다.
8월 17일까지 소말리아 군대는 에티오피아의 전략적 도시인 디레 다와의 외곽 지역까지 도달하였다. 이 지역에는 에티오피아의 제 2의 공군 기지와 에티오피아의 오가덴 교차로는 물론 홍해로 향할 수 있는 에티오피아의 철도가 이 지역을 관통하고 있었기 때문에 만약 소말리아 군대가 디레 다와를 점령한다면 에티오피아는 농작물을 수출하거나 전쟁에 필요한 무기나 자원 등을 가져오는 데에도 큰 타격을 입어 당시의 전쟁 상황이 더욱 불리한 측면으로 흘러 갈 수 있었다. 당시 게브레 타레케는 소말리아 군대가 2개의 자동차 여단과 1개의 전차대대, BM전지 1대를 싣고 진격했다고 추정하고 있는데 그 반대인 에티오피아 군대는 에티오피아 제 2 민병여사단과 201 네발 대대, 78여단의 781개 대대와 제 4 에티오피아 기계화 중대, 2개의 탱크를 보유했던 전차 소대가 있었다. 당시 에티오피아와 소말리아 군 양쪽 모두 격렬한 전쟁을 펼쳤지만, 이틀이 지나자 소말리아 군은 공항을 점령했음에도 불구하고 철수할 수 밖에 없었다. 그 전투 이후로 디레 다와가 공격의 위험에 처한 적은 없었다.

### 소말리아의 승리와 하라르의 포위 (9월 ~ 1월)

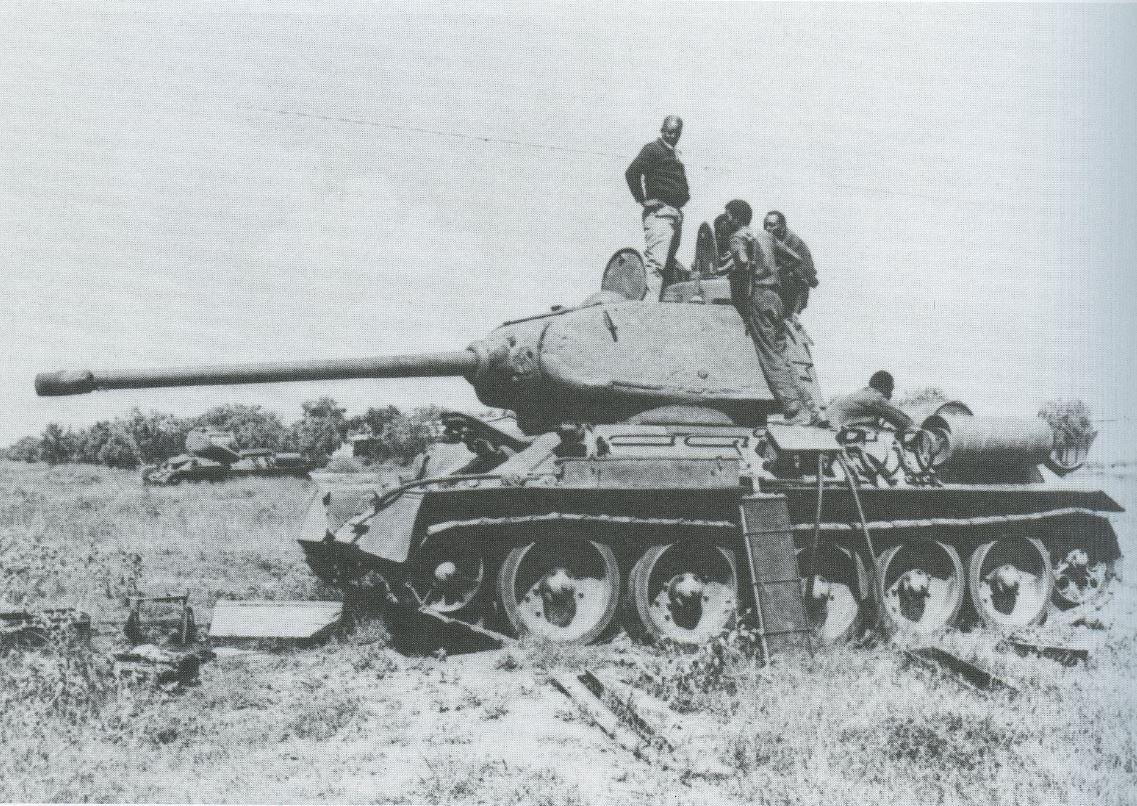
큰 손상을 입은 소말리아 군의 T-34를 수리하는 중이다.

SNA-WSLF가 승리했던 가장 큰 전투는 9월 중순에 일어난 지지가를 겨냥한 두 번째 공격이었는데, 이 전투에서 에티오피아 군은 철수를 하고 말았다. 이때 현지 에티오피아의 방어군은 소말리아 군을 물리치는 데 큰 힘이 되지 못했고 결국 에티오피아 군은 하라르와 지지가의 중간 지점에 고개라 전략적인 강점을 가지고 있는 마르다 고개로 철수할 수 밖에 없었다. 9월까지 에티오피아는 오가덴의 단 10% 만을 지배하고 있었으며 에티오피아 방어군들은 하레르게, 베일, 시다모 등의 소말리아 군의 점령하지 않은 비점령 지역을 밀려날 수 밖에 없었다는 사실을 인정해야만 했다. 그러나 소말리아 군의 선전도 잠시 뿐이었다. 소말리아 군의 탱크 대대는 연료의 소모량이 높았으며 보급 전선에서 에티오피아 군의 지속적인 공습, 9월 이후부터 장마가 시작되어 흙길을 사용할 수 없었다는 점으로 인해 점차 전투에서 우위를 점하기 어려워졌다. 소말리아 군이 우위를 점하지 못하고 주춤하고 있는 동안 에티오피아는 재빨리 10만명의 거대 부대를 창설하여 정규 에티오피아 군대에 정식으로 편입시켰다. 또한 에티오피아 군은 미국의 무기를 구매하여 많이 사용하였기 때문에 새로 체결된 바르샤바 조약에서 금지된 무기를 성급하게 사용하고 말았다. 1977년 10월부터 1978년 1월까지 SNA-WSLA군은 하라르 전투에서 4만명의 에티오피아 군은 소련에게서 제공받은 대포와 갑옷들로 무장하고 1500명의 소련 고문들과 약 1만 6천여명의 쿠바 군인들을 잔인한 전투에 가담시켰다. 11월까지 소말리아 군은 도시의 외곽에 도착했지만 많이 지쳐있었기에 에티오피아 군의 반격을 기다리기 위해 잠시 철수해 있을 수 밖에 없었다. 결국 소말리아 군의 사상자는 전쟁 내내 합계한 결과에 의하면 약 4만명 정도 되었을 지도 모른다.

### 에티오피아와 쿠바의 합동 공격 (2월 ~ 3월)
예상되었던 에티오피아와 쿠바의 합동 공격은 이미 소말리아군이 예상했었지만 곧이어 일어난 2차 공격은 예상하지 못하였다. 에티오피아군과 쿠바군의 사령탑이 마르다 고개를 방어하고 있는 SNA-WSLF군을 우회하여 지지가와 소말리아의 국경 지대 사이의 고지대를 향해 북동쪽으로 빠져나갔다. 밀 Mi-6 헬기는 적진 뒤의 쿠바 BMD-1과 ASU-57 장갑차를 공수했다. 공격군은 "집게발" 작전으로 양방향에서 공격을 수행할 수 있게 되어서 수비군 3000명을 사살한 후 단 이틀만에 지지가를 재탈환하였다. 결국 지지가에서의 패배로 소말리아군의 방어선이 무너져갔고 그후 몇 주 만에 소말리아의 주요 도시들이 에티오피아군과 연합군에 의해 속속 점령되어 갔다. 힘없이 무너진 소말리아군을 본 모하메드 시아드 바레는 SNA-WSLF군에게 소말리아로 철수할 것을 명령했으나 르네 라포트는 이미 불가피한 상황을 예견한 소말리아군이 중무기등을 이미 후퇴시켰다고 주장하고 있다. 결국 마지막으로 남은 소말리아군 부대가 1978년 3월 15일에 에티오피아를 떠나면서 이 전쟁은 종전을 맺었다.

## 전쟁의 영향
그러나 SNA의 철수에 이어서, WSLF도 반란을 계속 이어나갔다. 1980년 3월까지, 반군을 지원해준 일부 SNA 병사들의 도움에 힘입어서 반군은 오가덴의 상당 지역을 장악했다. 하지만 1981년까지 산발적인 게릴라 공격으로 결국 패배하고 말았다. 또한, 오가덴 전쟁으로 인해 SNA군과 WSLF군은 그 힘과 세력이 약화되었다. 전자에서는 1980년대 후반에 쿠웨이트에 본부를 두고 활동하던 오가덴민족해방전선 (ONLF)이 분리되었다. 비록 후에 ONLF의 요소들이 오가덴으로 흘러 들어갔을지라도 결론적으로는 그들의 행동은 거의 영향을 미치지 못했다. 모하메드 시아드 바레 정권에서는 그 침략은 가장 큰 전략적인 실수였고 군대 세력의 약화를 불러오게 되었다. 그 피해가 어느 정도였나면 정규 SNA 군대의 거의 3 분의 1과 장갑부대의 8 분의 3, 소말리아 공군 (SAF) 부대의 절반의 병력이 소실되었다. 이러한 모하메드 시아드 바레 정권의 전략적인 실패는 소말리아를 대통일 국가로 만들려는 국가 정책을 실패로 돌아가게 만들었다. 전쟁의 패배는 모하메드 시아드 바레 정권에 대한 불만을 불러 일으켰고 이러한 상황은 소말리아 최초의 반정부 단체가 1979년 소말리아 육군 장교들에 의해 결성되는 사태까지 불러오게 되었다. 하지만 이렇게 소말리아가 불안정한 시기에 빠질 무렵 미국이 1970년대 후반부터 1988년까지 소말리아의 군사 기지를 사용하는 대가로 소말리아를 미국의 냉전 동맹국으로 지정했고 미국은 소말리아에 더욱 영향력을 발휘할 수 있는 방법을 채택하기도 했다. 이렇게 오가덴 전쟁이 종전되면서 더 이상 분쟁도 사라지나 했지만 이러한 기대를 비웃듯 1988년 에티오피아와 소말리아 근처의 국경 지대에서 두 군대 사이에서 무력 충돌이 발생했다. 하지만 다행히도 양국이 국경 지대에서 군대를 철수하기로 합의하면서 더 이상 양국간의 무력 충돌이나 분쟁은 없게 되었다.